# Elastomertechnik
Elastomertechnik ist ein technischer Sammelbegriff, der die Einsatzgebiete von elastomeren Kunststoffen umfasst. Elastomere zeichnen sich durch ihren weichen Charakter aus und werden häufig in Art von formhaltenden Schäumen eingesetzt. Die beiden wichtigsten Kennwerte von Elastomeren sind ihre Härte, in Shore gemessen, und ihr Rückstellverhalten. Entsprechend dieser Werte besitzt jeder elastomere Kunststoff ein spezifisches Eigenschaftsprofil, was ihn für bestimmte technische Anwendungen prädestiniert. 

## Dichtungssysteme

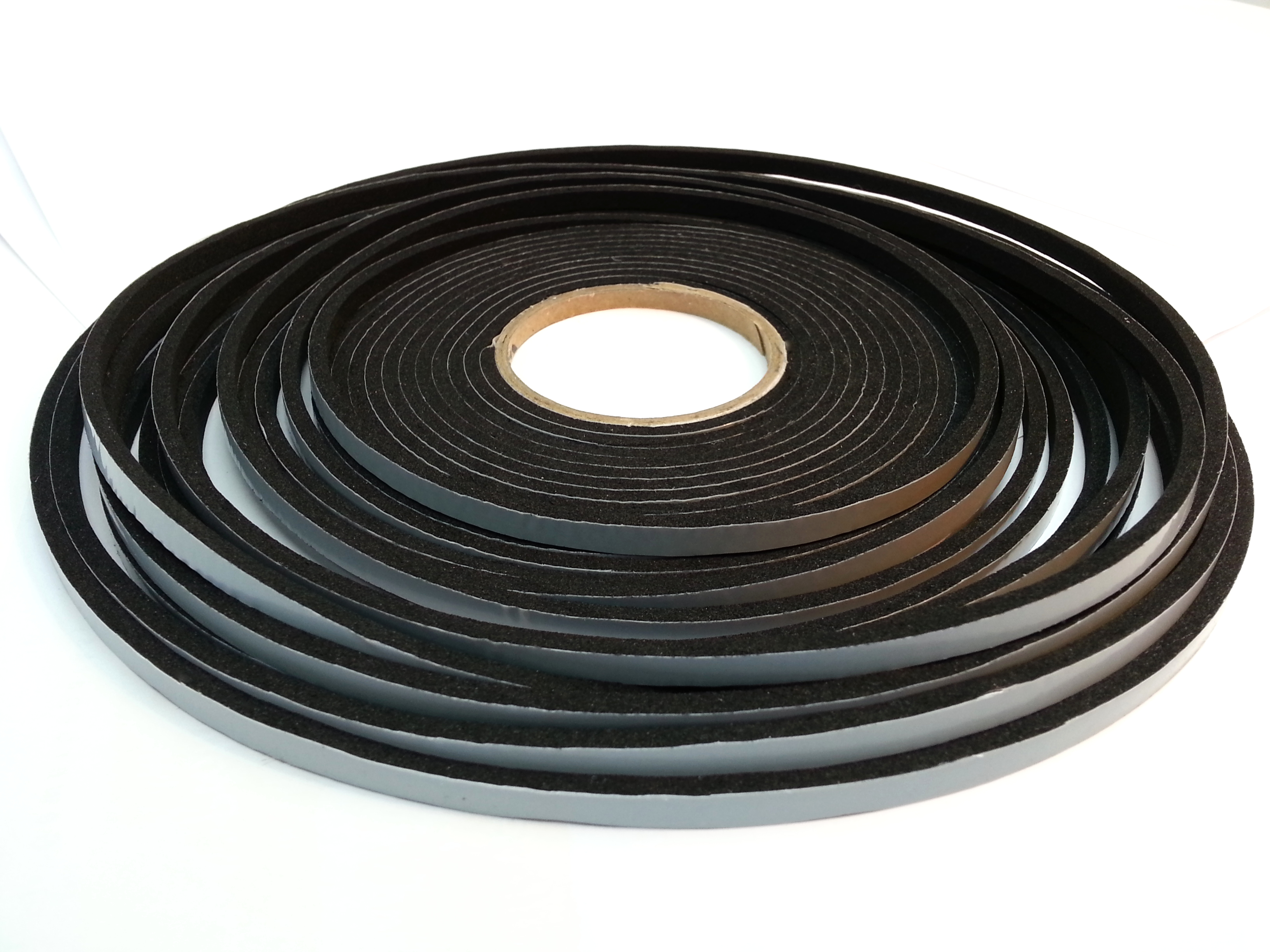
Selbstklebende EPDM-Flachdichtung

Klassischer Einsatzbereich von Elastomeren ist die Dichtungstechnik. Durch ihr elastisches Verhalten können sich die Dichtungen an Oberflächenstrukturen anschmiegen und gewährleisten somit eine hohe Dichtigkeit gegen Medien. Je nach Medium werden die eingesetzten Kunststoffe spezifiziert, beispielsweise werden für einfache Flachdichtungen EPDM-Schäume eingesetzt, wohingegen bei Dichtungen in ölhaltigen Bereichen vorzugsweise Gummidichtungen aus NBR verwendet werden, da diese eine höhere Medienbeständigkeit besitzen.
Montiert werden Dichtungen häufig durch Einlegen des Dichtprofils in dafür vorgesehene Aussparungen im Bauteil oder durch selbstklebend angebrachte Folien.

## Dämpfungssysteme

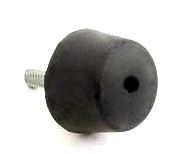
Konischer Gummipuffer

Dämpfungssysteme werden überall dort eingesetzt, wo Vibrationen und Schall vermieden und reduziert werden soll. Maschinentische bewegen sich durch Vibrationen vom Motor oder Unwuchten und leiten diese in den Boden ein. Durch die Verwendung reiner Metallfüße entsteht dadurch eine starke Geräuschkulisse, welche das Arbeiten an der Maschine sehr unangenehm macht. Um den entstehenden Lärm zu vermeiden, werden häufig Gummidämpfer eingesetzt, die die Vibrationen aufnehmen und zu einem gewissen Teil abbauen können. Man nennt diesen Prozess auch Entkoppeln, da ein elastisches Bauteil als Zwischenstück wirkt. 
Ein weiteres Einsatzgebiet von Dämpfungssystemen ist das sachte Ausbremsen von bewegten Maschinenteilen. Verwendet man Puffer, oft bestehend aus Gummi, bremsen diese beim Aufprall die bewegte Masse ab und verhindern ein abruptes Aufschlagen, was die Maschinenstandzeit erhöht.